# Юссу Н'Дур
Юссу Н'Дур (фр. Youssou N'Dour; 1 жовтня 1959, Дакар, Сенегал) — сенегальський співак і ударник. Міністр культури Сенегалу з квітня 2012 року до вересня 2013 року.

## Біографія
Один з найвідоміших співаків африканського континенту, до якого прийшла світова слава після написання і виконання композиції «7 Seconds» в дуеті з Нене Черрі в 1994 році. Співпрацював з режисером Мішелем Осело — створив саундтрек до фільму «Кіріку і чаклунка».
На початку 2012 року він заявив, що має намір балотуватися на пост президента Сенегалу проти голови держави Абдулая Вада, що висувався на третій термін. Однак Верховний суд країни заборонив йому це робити. Н'Дур підтримав опозиційного кандидата Макі Салла і після перемоги того на виборах був призначений міністром культури Сенегалу.